# 다르항올주

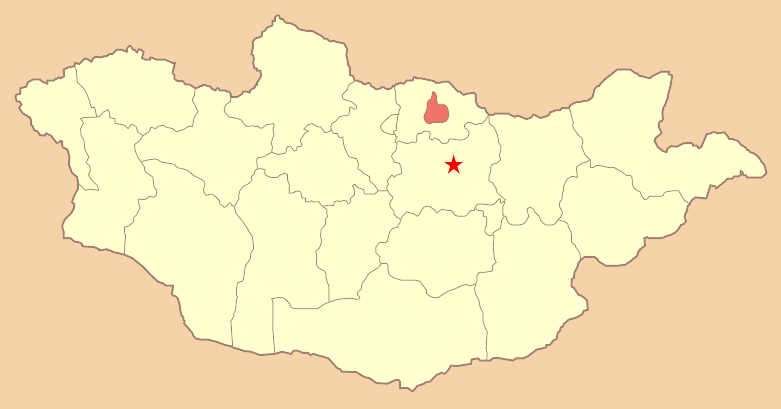
다르항올 주의 위치

다르항 주(몽골어: Дархан-Уул, [tɑr.xəŋ oːɮ])는 몽골 북부에 위치한 주로 주도는 다르항이며 면적은 3,275km2, 인구는 94,625명(2011년 기준)이다.